# Proceso de 3 µm
El proceso de 3 µm se refiere a una tecnología de proceso de semiconductores producidos en el año 1975 y posteriores por las principales empresas de semiconductores, como Intel.

## Productos fabricados con la tecnología de proceso de 3 µm
- Zilog Z80 CPU comercializado en 1975 fue fabricado usando un proceso de ~6 µm.[1]
- Intel 8085 CPU comercializado en 1975.
- Intel 8088 CPU comercializado en 1979 fue fabricado usando un proceso de 3,2 µm.[2]
- Intel 80186 CPU comercializado en 1979 fue fabricado usando un proceso de 3,2 µm.[2]